# Signe de Koplik

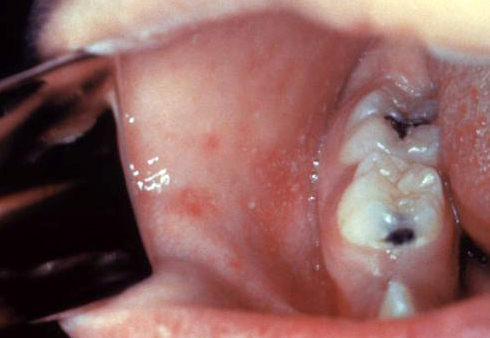
Le signe de Koplik est pathognomonique de la rougeole.

Le signe de Koplik est un signe pathognomonique de la rougeole, qui consiste en la présence de petites taches blanchâtres et bleuâtres, légèrement surélevées, de 2 à 3 mm de diamètre, sur fond érythémateux.
Ces taches se retrouvent généralement en regard de la première molaire sur la muqueuse buccale et surviennent quelques jours avant l'éruption de la rougeole.
Ce signe a été décrit pour la première fois par Henry Koplik (1858-1927).